# Гравітаційні газові сепаратори
Гравітаційний газовий сепаратор — газовий сепаратор принцип дії якого полягає у використанні лише сили тяжіння для осідання крапель рідини з газу при його очищенні. Це призводить до того, що розміри апаратів виходять дуже великими, а тому потрібна значна витрата металу. У зв'язку з цим гравітаційні сепаратори практично не випускаються без спеціальних відбійників.